# Diário de S. Paulo
Diário de S. Paulo é um jornal brasileiro publicado na cidade de São Paulo. Até 2001 chamou-se Diário Popular.

## História
Após fundar e trabalhar como diretor e redator do Correio Paulistano por quase vinte anos, Américo de Campos juntou-se a a seus colegas do Correio José Maria Lisboa e Rangel Pestana para fundar A Província de S.Paulo, em 1875. Em 1884, Campos e Lisboa foram demitidos pelo novo sócio da Província João Alberto Salles (1857-1904), após protestarem contra a nova política editorial imposta por Salles, notadamente antilusitana.
No fim de 1884, Campos e Lisboa fundaram o Diário Popular, com o apoio financeiro de Antônio Bento, abolicionista e dono do Jornal do Commercio de São Paulo, Hipólito Junior e Aristides Lobo. Seu nome foi inspirado no homônimo português, e seus fundadores preconizaram sua linha editorial no primeiro número:
"[…] Não temos programa; nada valem compromissos que podem falhar, e ademais são conhecidas as ideias dos fundadores do Diário Popular e que suas individualidades valem bem um programa. A longa prática dos homens e das coisas nos ensinou a precisa independência e moderação, que será a norma das discussões em que nos empenharmos. Serão atendidas e dadas à publicidade todas as reclamações justas e feita por pessoa competente. Daremos franca inserção a artigos científicos, literários e políticos de reconhecido merecimento. A parte ineditorial será franca a todas as opiniões, exigindo-se, como de costume, responsabilidade do autor e moralidade nos escritos. Não aceitaremos "testas de ferro".

Américo de Campos

José Maria Lisboa— Trecho do primeiro editorial do Diário Popular de 8 de novembro de 1884, republicado pelo Correio Paulistano em 11 de novembro de 1884.

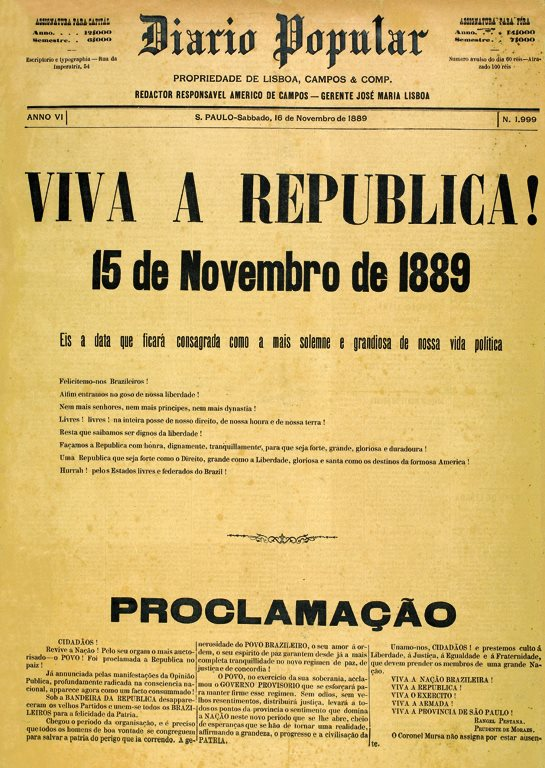
Capa do Diário sobre a Proclamação da República.

A primeira sede do jornal, na Rua da Imperatriz, abrigou diversos encontros entre políticos do fim do século 19, que debatiam ideias abolicionistas e republicanas.
Originalmente um vespertino (o primeiro de São Paulo), caracterizava-se por ser um jornal de pequenos anúncios para pequenos negócios. O balcão de publicidade costumava ficar lotado de pessoas, que escreviam seus próprios anúncios. Tinha, por isso, uma tiragem razoável e, consequentemente, uma situação financeira sólida. Dado o seu caráter "popular", era procurado para receber e intermediar donativos para as camadas mais pobres e acabou se engajando em diversas campanhas assistenciais.
Após a Proclamação da República do Brasil, da qual era defensor, o jornal angariou grande popularidade. Aristides Lobo foi nomeado ministro do Interior do governo provisório, Américo de Campos foi nomeado cônsul brasileiro para o Reino da Itália e José Maria Lisboa foi eleito deputado estadual por São Paulo. Enquanto Lobo e Campos deixaram o jornal, voltando-se para a carreira política, Lisboa renunciou ao cargo e tornou-se o único dono do Diário Popular.

#### Campanha do Rio Paranapanema
Em 1977, o Diário iniciou uma campanha contra a instalação da fábrica de papel Braskraft em Angatuba, às margens do Rio Paranapanema, dado o alto risco de poluição do rio pelo empreendimento. Capitaneada pelo secretário de redação Edgard Barros e pela repórter Ane do Valle, a campanha desencadeou uma reação de outros jornais e das autoridades, que passaram de defensoras a críticas do projeto. Uma CPI foi aberta pela Assembleia Legislativa de São Paulo, e a fábrica desistiu do projeto e acabou se instalando no estado do Paraná. Hoje, o Paranapanema é um dos rios mais limpos do Brasil.

### A aquisição por Quércia
O Diário entrou na década de 1980 à venda. Numa primeira tentativa, seus proprietários desistiram do negócio. Em 1987, a situação financeira era crítica. Ao mesmo tempo, o governo do Estado de São Paulo passou a realizar cada vez mais investimentos em publicidade no jornal. Em outubro de 1987, uma reportagem de O Estado de S. Paulo indicou que o Diário recebeu 11,1% dos gastos de publicidade do governo paulista naquele ano, ficando em terceiro lugar, atrás do próprio Estado, com 12,6%, e da Folha de S.Paulo, com 19,1%.
Em maio de 1988, Rodrigo Lisboa Soares, bisneto de José Maria Lisboa, o fundador,  anunciou a venda do Diário para Ary Carvalho, proprietário do jornal carioca O Dia, por 244 milhões de cruzados. No entanto, nos bastidores, corriam boatos de que o verdadeiro comprador era o governador de São Paulo, Orestes Quércia. Este negou a compra do jornal até deixar a cargo público, em março de 1991, quando anunciou ter adquirido 30% do controle acionário do jornal naquele ano. Na década de 2000, Quércia apresentou nova versão, de que havia adquirido o jornal em 1988, em sociedade com Carvalho. Entre 1995 e 1998, o grupo de Quércia investiu 35 milhões de reais em um novo parque gráfico para o Diário.

### Infoglobo e anos finais
Em 2001, foi adquirido pela Infoglobo, empresa das Organizações Globo, proprietária também dos jornais O Globo e Extra. O grupo queria um jornal na região de São Paulo e mudou o título do veículo para Diário de S. Paulo, mesmo nome de jornais lançados, em 1865 e em 1929, este por Assis Chateaubriand e que pertencia aos Diários Associados. A Infoglobo apresentou uma nova linha editorial para o jornal, menos popular e policial.
Em 15 de outubro de 2009, o empresário J. Hawilla, proprietário da rede de jornais Bom Dia, da empresa de marketing esportivo Traffic e da TV TEM, adquiriu o jornal, assim como o parque gráfico, localizado em Osasco. Em 2 de setembro de 2013, a Traffic vendeu o controle acionário do jornal para o grupo Cereja Comunicação Digital.
Após atravessar problemas financeiros e administrativos com a nova gestão, o jornal teve sua falência decretada pela 2.ª Vara de Falências de São Paulo, em 23 de janeiro de 2018, saindo de circulação a versão impressa e o portal online.

### Atual proprietário
Em outubro de 2019, o empresário Kléber Moreira anunciou a compra do título da Editora Cereja (detentora dos direitos) por trinta mil reais, e reativou o periódico, nas versões online e impressa. Apesar do anúncio, as edições foram elaboradas por meio de plágios de matérias de outros veículos. Não existem dados de sua circulação impressa no Instituto Verificador de Comunicação.

## Prêmios
- Prêmio ExxonMobil de Jornalismo - Prêmio Esso de Fotografia (1987) para Luiz Luppi por "Residência ou Morte".[29]